# LOVE SONGS 4 YOU
『LOVE SONGS 4 YOU』（ラブ ソング フォー ユー）は、I WiSHの6thシングルである。

## 解説
- 2008年2月14日にSME Recordsよりリリースされた。
- 5年ぶりに録り直した「明日への扉 〜5 years brew Version〜」や、このシングルの為に書き下ろされた楽曲「永遠というこの瞬間に」が収録されている。

## 収録曲
1. 明日への扉 〜5 years brew Version〜
  - 作詞・作曲：ai / 編曲：小澤純、nao

恋愛3部作の1作目。「出会い」と称されている。
2. ふたつ星 〜Dramatic Mix〜
  - 作詞：ai / 作曲：nao、ai / 編曲：家原正樹、nao

恋愛3部作の2作目。「恋」と称されている。
3. 約束の日 〜Happy Wedding Mix〜
  - 作詞：ai、山口光 / 作曲：nao / 編曲：家原正樹、nao

恋愛3部作の3作目。「結婚」と称されている。
4. 永遠というこの瞬間に
  - 作詞：ai / 作曲：nao / 編曲：家原正樹、nao

恋愛4部作目として作られた曲。「新しい生命の誕生」と称されている。